# Инсулинорезистентность
Инсулинорезистентность — нарушение метаболического ответа на инсулин. Данное состояние приводит к повышенной концентрации инсулина в плазме крови по сравнению с физиологическими значениями для имеющейся концентрации глюкозы. Данное понятие применимо ко всем физиологическим эффектам инсулина, его влиянию на белковый, жировой обмен, состояние эндотелия сосудов. Резистентность может развиться как к одному из эффектов инсулина независимо от других, так и комплексно.
Клинический синдром инсулинорезистентности (синдром X), — это сочетание резистентности к инсулин-зависимому захвату глюкозы, ожирения, дислипидемии, нарушенной толерантности к глюкозе, сахарного диабета 2 типа.
Референсные значения:
- Для глюкозы определены следующие границы:

Диагностические критерии сахарного диабета и других нарушений гликемии (ВОЗ, 1999–2013)
| Время определения                                              | Концентрация глюкозы, ммоль/л | Концентрация глюкозы, ммоль/л |
| Время определения                                              | Цельная капиллярная кровь     | Венозная плазма               |
| Норма                                                          |                               |                               |
| Натощак и через 2 часа после ПГТТ                              | < 5,6                         | < 6,1                         |
| Натощак и через 2 часа после ПГТТ                              | < 7,8                         | < 7,8                         |
| Сахарный диабет                                                |                               |                               |
| Натощак или через 2 часа после ПГТТ или случайное определение  | ≥ 6,1                         | ≥7,0                          |
| Натощак или через 2 часа после ПГТТ или случайное определение  | ≥11,1                         | ≥11,1                         |
| Натощак или через 2 часа после ПГТТ или случайное определение  | ≥11,1                         | ≥11,1                         |
| Нарушенная толерантность к глюкозе (НТГ)                       |                               |                               |
| Натощак (если определяется) и через 2 часа после ПГТТ          | < 6,1                         | < 7,0                         |
| Натощак (если определяется) и через 2 часа после ПГТТ          | ≥7,8 и < 11,1                 | ≥7,8 и < 11,1                 |
| Нарушенная гликемия натощак (НГН)                              |                               |                               |
| Натощак и через 2 часа после ПГТТ (если определяется)          | ≥ 5,6 и < 6,1                 | ≥6,1 и < 7,0                  |
| Натощак и через 2 часа после ПГТТ (если определяется)          | < 7,8                         | < 7,8                         |
| Гестационный сахарный диабет                                   |                               |                               |
| Натощак или через 1 час после ПГТТ или через 2 часа после ПГТТ |                               | ≥ 5,1 и < 7,0                 |
| Натощак или через 1 час после ПГТТ или через 2 часа после ПГТТ | ≥ 10,0                        |                               |
| Натощак или через 1 час после ПГТТ или через 2 часа после ПГТТ | ≥ 8,5 и <11,1                 |                               |

*ПГТТ – пероральный глюкозотолерантный тест. Проводится в случае сомнительных значений гликемии для уточнения диагноза.
Диагноз СД всегда следует подтверждать повторным определением гликемии в последующие дни, за исключением случаев несомненной гипергликемии с острой метаболической декомпенсацией или с очевидными симптомами. Диагноз гестационного СД может быть поставлен на основании однократного определения гликемии.
- Нормой инсулина считается диапазон 2,6 — 24,9 мкЕД на 1 мл.
- Индекс (коэффициент) инсулинорезистентности НОМА-IR для взрослых (от 20 до 60 лет) без диабета: 0 — 2,7.[1][неавторитетный источник]. Индекс НОМА-IR (Homeostasis Model Assessment of Insulin Resistance) определяется как  уровень глюкозы в крови натощак (в ммоль/л) х уровень инсулина в крови натощак (в мкЕд/мл) / 22,5.

## Этиопатогенез
Чаще данное состояние развивается среди лиц с избыточной массой тела и склонностью к артериальной гипертензии. Инсулинорезистентность в большинстве случаев остаётся не распознанной до возникновения метаболических нарушений.
До конца механизм возникновения инсулинорезистентности не изучен. Патологии, приводящие к инсулинорезистентности, могут развиваться на следующих уровнях:
- пререцепторном (аномальный инсулин),
- рецепторном (снижение количества или аффинности рецепторов),
- на уровне транспорта глюкозы (снижение количества молекул GLUT4)
- пострецепторном (нарушения передачи сигнала и фосфорилирования).

В настоящее время считается, что основной причиной развития данного патологического состояния являются нарушения на пострецепторном уровне.

## Последствия

### Сердечно-сосудистые заболевания
Поражение эндотелия сосудов — важный механизм развития атеросклероза. Эндотелий играет главную роль в поддержании тонуса сосудов благодаря выделению медиаторов вазоконстрикции и вазодилатации. В норме инсулин вызывает расслабление стенки сосудов за счёт высвобождения оксида азота. Свойство инсулина усиливать эндотелий-зависимую вазодилатацию значительно снижается у пациентов с ожирением и инсулинорезистентностью. Неспособность коронарных артерий к дилятации в ответ на физиологические раздражители может являться первым шагом формирования нарушений микроциркуляции — микроангиопатий, наблюдающихся у большинства пациентов с сахарным диабетом.
Инсулинорезистентность может способствовать развитию атеросклероза путём нарушения процесса фибринолиза в связи с нарушениям в обмене ряда факторов свёртываемости крови.

### Сахарный диабет
Сахарный диабет 2 типа до момента возникновения гипергликемии, как правило, манифестирует проявлениями инсулинорезистентности. Бета-клетки поджелудочной железы обеспечивают поддержание физиологического уровня глюкозы в крови путём повышенной секреции инсулина, что вызывает развитие относительной гиперинсулинемии. При гиперинсулинемии у пациентов в течение довольно долгого времени может сохраняться физиологическая концентрация глюкозы крови, пока бета-клетки в состоянии поддерживать достаточно высокий уровень инсулина плазмы для преодоления инсулинорезистентности. Истощение бета-клеток ведёт к невозможности секреции достаточного количества инсулина для преодоления резистентности, уровень глюкозы в плазме крови повышается — развивается гипергликемия.

## Профилактика и лечение
Поддержание здоровой массы тела и физическая активность могут помочь снизить риск развития инсулинорезистентности.
Основное лечение инсулинорезистентности — это физические упражнения и снижение веса. И метформин, и тиазолидиндионы помогают в борьбе с инсулинорезистентностью. Метформин одобрен для лечения преддиабета и диабета 2 типа и стал одним из наиболее часто назначаемых лекарств от инсулинорезистентности.
Diabetes Prevention Program (DPP) показала, что упражнения и диета почти в два раза эффективнее метформина в снижении риска развития диабета 2 типа. Однако участники исследования DPP вернули около 40 % веса, который они потеряли по прошествии 2.8 лет, что привело к аналогичной частоте развития диабета как при изменении образа жизни, так и в контрольной группе исследования. Согласно эпидемиологическим исследованиям, более высокий уровень физической активности (более 90 минут в день) снижает риск диабета на 28 %.
Было показано, что устойчивый крахмал из кукурузы с высоким содержанием амилозы, amylomaize, снижает инсулинорезистентность у здоровых людей, у людей с инсулинорезистентностью и у людей с диабетом 2 типа.
Некоторые типы полиненасыщенных жирных кислот (омега-3) могут сдерживать прогрессирование инсулинорезистентности в диабет 2 типа, однако омега-3 жирные кислоты, по-видимому, имеют ограниченную способность обращать вспять резистентность к инсулину, и они перестают быть эффективными после появления диабета 2 типа.
Наиболее эффективным и этиопатогенетически обоснованным методом борьбы с инсулинорезистентностью является уменьшение количества жировой ткани путём нормализации массы тела или хирургическими методами.